# ヨハン・アーブ
ヨハン・アーブ（Johann Urb, 1977年1月24日 - ）は、エストニア出身の俳優。

## 出演作品

### 映画
- オール・イン/エースの法則
- ハイウェイ・バトル
- ラブ・クレイジー セックスだけの関係（ジョー）
- ハイヤード・ガン
- 2012
- バイオハザードV リトリビューション（レオン・S・ケネディ）
- グレート・エスケイプ 大脱走1944
- ユニコーンを追え
- アンチ・ライフ（シェイディ）

### テレビ
- アントラージュ★オレたちのハリウッド シーズン3
- Dirt シーズン1
- One Tree Hill シーズン5
- ナイトライダー ネクスト
- ザ・グレイズ 〜フロリダ殺人事件簿 シーズン2
- CSI:ニューヨーク9 ザ・ファイナル
- カリフォルニケーション シーズン6（ロビー・マック）
- NCIS 〜ネイビー犯罪捜査班 シーズン12（バート・ムーア）
- ARROW/アロー シーズン6（ヴィンセント・ソベル / ヴィジランテ）